# Казе Нуове-Кватро Страдони (Казерта)
Казе Нуове-Кватро Страдони је насеље у Италији у округу Казерта, региону Кампанија.
Према процени из 2011. у насељу је живело 80 становника. Насеље се налази на надморској висини од 162 м.